# بورخا نافارو
بورخا نافارو (بالإسبانية: Borja Navarro Landáburu)‏ هو لاعب كرة قدم إسباني في مركز الدفاع، ولد في 13 مايو 1988 في Puçol ‏ في إسبانيا. لعب مع ريال بيتيس وفالنسيا ميستايا.

## وصلات خارجية
- بورخا نافارو على موقع قاعدة بيانات كرة القدم.إي يو (الإنجليزية)
- بورخا نافارو على موقع Soccerway.com (الإنجليزية)